# Ricinoides westermannii
Espèce
Synonymes
- Cryptostemma westermannii Guérin-Méneville, 1838
- Cryptostemma plebejum Hansen & Sørensen, 1904

Ricinoides westermannii est une espèce de ricinules de la famille des Ricinoididae.

## Distribution
Cette espèce est endémique du Togo,. Elle se rencontre dans la région centrale vers Bismarckburg et dans la région des Plateaux vers Missahoé.

## Description
Le mâle décrit par Botero-Trujillo, Sain et Prendini en 2021 mesure 7,89 mm.

## Systématique et taxinomie
Cette espèce a été décrite sous le protonyme Cryptostemma westermannii par Guérin-Méneville en 1838. Cryptostemma Guerin-Meneville, 1838 étant préoccupé par Cryptostemma Herrich-Schaeffer, 1835 dans les Hémiptères, il est remplacé par Ricinoides par Ewing en 1929.

## Publication originale
- Guérin-Méneville, 1838 : « Note sur l'Acanthoden et sur le Cryptostemme, nouveaux genres d'Arachnides. » Revue Zoologique, vol. 1, p. 10-14 (texte intégral).